# بريجيت لاهايي
بريجيت لاهايي، هي ممثلة ومذيعة راديو ومعلقة رياضية وممثلة إباحية سابقة فرنسية ولدت في يوم 12 أكتوبر 1955 في مدينة توركوان في فرنسا. بدأ مشوارها في الشهرة بتمثيل الأفلام الإباحية في عمر 22 سنة ومن سنة 1976 إلى سنة 1980 وأصبحت أحد عضوات قاعة شهرة نقاد الأفلام الإباحية، ومثلت أيضاً في عدة أفلام سينمائية وبعد ذلك بدأت بالعمل كمذيعة. إزداد اهتمامها بعد ذلك في الفروسية وأصبحت معلقة رياضية لها على قناة آر إم سي أثناء دورة الألعاب الأولمبية الصيفية 2012 في لندن.

## السيرة الذاتية

### الطفولة
بريجيت هي ابنة موظف في البنك ومستشار تجاري، وكانت قد بدأت العمل كموظفة مبيعات للأحذية، قبل أن تنتقل إلى باريس في عمر الثامنة عشر سنة وعملت هناك في بعض المحلات التحارية لمدة قصيرة.

### ممثلة إباحية
بدأت بريجيت مسيرتها الفنية كممثلة إباحية في عمر عشرين سنة، أي سنة 1976، ثم انتهت من هذه المهنة سنة 1980، حيث مثلت في أفلام قليلة نوعا ما طيلة هذه الفترة مقارنة بممثلات إباحة أخريات، حيث شاركت في حوالي 30 فيلما فقط. لكنها وخلال هذه الفترة القصيرة، كانت بريجيت قد ممثلت إلى جانب العديد من أفضل وأشهر مخرجي الإباحية في العالم.

### مسيرة فنية جديدة
عند نهاية سنة 1990، كانت بريجيت قد أذاعت بعض البرامج على قنوات تلفزية فضائية فرنسية. معظم هذه البرامج كانت تتمحور وتتعلق بالجنس، حيث أذيع العديد منها على قناة إكس إكس إل المختصة في الإباحية. ثم عملت بعدها في الراديو على قناة إر إم سي، وذلك من سنة 2001 حتى سنة 2016، حيث كانت تعالج قضايا جنسية وقصص الحب وما إلى ذلك.
وفي سنة 2016، فسخت بريجيت عقدها مع قناة الراديو إر إم سي لكنها أكملت مشوارها في نفس المهنة، وهذه المرة مع قناة راديو أخرى كانت هي راديو جنوب (بالفرنسية: Sud Radio)‏ بفرنسا طبعا.

## الحياة الخاصة
ارتبطت بريجيت بالمخرج رينيه شاتو (بالفرنسية: René Chateau)‏ سنة 1980.

## روابط خارجية
- بريجيت لاهايي على موقع IMDb (الإنجليزية)
- بريجيت لاهايي على موقع ألو سيني (الفرنسية)
- بريجيت لاهايي على موقع ميوزك برينز (الإنجليزية)
- بريجيت لاهايي على موقع أول موفي (الإنجليزية)
- بريجيت لاهايي على موقع قاعدة بيانات الأفلام السويدية (السويدية)
- بريجيت لاهايي على موقع ديسكوغز (الإنجليزية)
- بريجيت لاهايي على موقع قاعدة بيانات الفيلم (الإنجليزية)
- بريجيت لاهايي على موقع كينوبويسك (الروسية)